# Chérif Karambiri
Chérif Karambiri est un manager de musique et entrepreneur culturel burkinabé, né le 4 novembre 1997 à Ouagadougou. Il est surtout connu pour la gestion de carrière de l’artiste Huguo Boss ainsi que pour son implication dans l'organisation d'événements culturels au Burkina Faso.

## Biographie
Chérif Karambiri naît à Ouagadougou, Burkina Faso,  où il s'intéresse très tôt à la culture et à l'événementiel. Il poursuit des études en communication à l'Institut Africain de Management (IAM).

## Carrière
Chérif Karambiri commence sa carrière en 2018 en tant que manager de Huguo Boss, un rappeur burkinabé. Sous sa direction, Huguo Boss réalise une tournée nationale et signe plusieurs contrats avec des grandes entreprises du Burkina Faso. Il supervise également la réalisation de clips et l'organisation de concerts dans les principales villes du Burkina.
En plus de Huguo Boss, Chérif Karambiri gère également la carrière des artistes burkinabé Marko et Awa Melone. 
En 2020, Chérif Karambiri coordonne le Festival de la Jeunesse, organisé par Bosslife Communication,  une entreprise appartenant à son artiste Huguo Boss . Depuis sa première édition, ce festival est un événement important au Burkina Faso. Il est également impliqué dans l'organisation d'événements internationaux, notamment «La nuit de l’entrepreneuriat et du mérite» à Paris et le Festival de la Jeunesse Abijanaise  à Abidjan.

## Distinctions
- Meilleur Manager 12 PCA (2020)
- Meilleur Manager FAMA (2020)[4]
- Manager le plus influent du Burkina Faso, Influenceur Awards (2022)

## Engagement
Chérif Karambiri est également un influenceur digital avec une centaine de followers. Son engagement se manifeste à travers des initiatives comme l’opération de reboisement un jeune, un arbre.